# Baló László
Baló László, 1946-ig Aufricht László (Budapest, Terézváros, 1908. április 26. – Budapest, 1987. augusztus 7.) újságíró, lapszerkesztő, Baló György és Baló Júlia apja, Pongrácz Zsuzsa írónő férje.

## Életpályája
Aufricht Gyula (1862–1917) bútorszállító és Schwarz Malvina fiaként született zsidó családban. A Magyar Királyi Állami Kemény Zsigmond Reáliskolában érettségizett (1926). Ezután rövid ideig tisztviselő volt, majd Őszi László néven karcolatokat, glosszákat, rövid történeteket publikált a fővárosi napilapokban. 1933-ban Hollandiába utazott, megtanult hollandul, és Amszterdamban a The Telegraf című napilap rendszeresen közölte holland nyelven írt cikkeit. A lap tudósítójaként Párizsba utazott, ahol négy éven át a Magyar Szó című kommunista hetilap munkatársa, majd szerkesztője lett. Újságírói munkája mellett a Sorbonne-on filozófiai, irodalomtörténeti és társadalomtudományi tanulmányokat folytatott.
A második világháború kitörésekor Franciaországban tartózkodott, s 1940-től részt vett a francia ellenállási mozgalomban. 1942-ben a mozgalom magyar vezetőinek utasítására illegálisan visszatért Magyarországra. A határon elfogták, a budapesti toloncházba, majd internálótáborba zárták. A bíróság kitoloncolásra ítélte, de a határról visszaszökött és 1945-ig illegalitásban élt.
1945. január és március között a Szabadság című napilap munkatársa volt. 1946 áprilisában honpolgári esküt tett. 1946 szeptemberében Szkladán Ágostontól átvette a Szabad Magyarország című kommunista lap szerkesztését. A laptól az év decemberében távozott. 1945 és 1948 között a Szabad Nép olvasószerkesztője, majd rövid ideig a Magyar Nap című képes hetilapnál szerkesztő, 1948–50-ben a Magyar Távirati Iroda felelős szerkesztője volt. A Rajk-pert követően távozni kellett.
1950–56-ban a Friss Újságnál; majd a Népszavánál dolgozott. 1956 decemberében megbízták egy délben megjelenő bulvárlap megalapításával. Az 1956. december 24-én megjelent Esti Hírlap főszerkesztője 1958-ig, 1963 novemberétől nyugdíjba vonulásáig (1976) a Hétfői Hírek főszerkesztője volt.

## Főbb művei
- A bíráló cikkek nyomában (Budapest, 1954)

### Fordításai
- Jan Petersen: A Wagner-ügy. Regény (Budapest, 1959)
- André Stil: Omlasztás. Regény. (Budapest, 1961)
- Marcel Achard: A bolond lány. Vígjáték. (bemutató: Madách Kamara Színház, 1964)

## Díjai, elismerései
- Magyar Köztársasági Érdemérem arany fokozata (1948)
- Szocialista Magyarországért Érdemrend (1976)[9]
- Aranytoll (1979)[10]